# Municipio de Highland (Minnesota)
El municipio de Highland (en inglés: Highland Township) es un municipio ubicado en el condado de Wabasha en el estado estadounidense de Minnesota. En el año 2010 tenía una población de 462 habitantes y una densidad poblacional de 4,98 personas por km².

## Geografía
El municipio de Highland se encuentra ubicado en las coordenadas 44°14′30″N 92°7′28″O / 44.24167, -92.12444. Según la Oficina del Censo de los Estados Unidos, el municipio tiene una superficie total de 92.73 km², de la cual 92,51 km² corresponden a tierra firme y (0,24 %) 0,22 km² es agua.

## Demografía
Según el censo de 2010, había 462 personas residiendo en el municipio de Highland. La densidad de población era de 4,98 hab./km². De los 462 habitantes, el municipio de Highland estaba compuesto por el 99,13 % blancos, el 0,22 % eran afroamericanos y el 0,65 % eran de una mezcla de razas. Del total de la población el 0,22 % eran hispanos o latinos de cualquier raza.